# Alimata Koné
Pour les articles homonymes, voir Koné.
Alimata Koné, née le 22 janvier 1965, est une athlète ivoirienne. 

## Biographie
Alimata Koné est médaillée d'argent du relais 4 × 100 mètres et du relais 4 × 400 mètres lors des championnats d'Afrique 1988 à Annaba.
Elle remporte la médaille d'argent du relais 4 × 100 mètres et la médaille de bronze du relais 4 x 400 mètres aux Jeux africains de 1991 au Caire et la médaille de bronze du 400 mètres lors des championnats d'Afrique 1996 à Yaoundé. 
Elle est médaillée d'argent du 400 mètres aux Jeux de la Francophonie de 1994 à Bondoufle ; elle est aussi médaillée de bronze du relais 4 × 400 mètres aux Jeux de la Francophonie de 1989 à Casablanca.
Elle remporte la médaille d'or du 200 mètres aux Jeux des îles de l'océan Indien en 1985, 1990 et 1993.
Elle est sacrée championne de Côte d'Ivoire du 100 mètres en 1993, du 200 mètres en 1993 et du 400 mètres en 1991 et 1992.